# L'iniziazione (film 1986)
L'iniziazione è un film del 1986 diretto da Gianfranco Mingozzi, tratto dal romanzo breve o novella Le prodezze di un giovane Don Giovanni (1911) di Guillaume Apollinaire e girato quasi interamente presso il Castello di Béhoust (Béhoust, Yvelines, Francia).
In alcuni aspetti, il film rispetta abbastanza lo spirito libertino del romanzo, ma d'altra parte sorvola su alcuni elementi evidentemente considerati troppo scabrosi (per esempio sono stati eliminati i riferimenti all'incesto e alla maiesiophilia, cioè la propensione per le donne incinte, presenti invece nell'originale di Apollinaire).
Il medesimo romanzo era già stato portato sullo schermo, in modo non ufficiale, sette anni prima dal fotografo e regista David Hamilton con il suo Tenere cugine (1980).

## Trama
Estate 1914. Roger, sedici anni, va a trascorrere le vacanze nella villa del padre. Il ragazzo si trova a stretto contatto con una serie di donne sensuali o sessualmente insoddisfatte: la prosperosa cameriera Ursula, la matura signora Muller, la governante britannica della sua sorellina, un'altra cameriera, una zia zitella e persino la sorella più grande, fidanzata con Roland. Nel frattempo scoppia la prima guerra mondiale, e Roger si ritrova ad essere in pratica l'unico uomo di casa. Alla fine della vacanza, tre delle ospiti della villa sono incinte. Tutte e tre convolano a nozze, mentre Roger se ne torna a casa ma la guerra continua e le donne sole sono tante.

## Produzione
Secondo il produttore Enzo Porcelli il film ha origine dalla tiepida accoglienza ricevuta da una sua produzione precedente, Il sapore del grano (1986) scritto e diretto da Gianni Da Campo, e dal bisogno di fare tornare i conti. Racconta Porcelli che, passeggiando per la capitale, a un certo punto nota un'incisione su una casa, dedicata ad Apollinaire. Incuriosito dal fatto che lo scrittore francese sia nato proprio a Roma, il produttore approfondisce la sua biografia e viene a conoscenza che il francese, in un momento di difficoltà economiche, scrisse alcuni romanzi erotici. Allora Porcelli ne discute con la produttrice francese Chantal Lenoble-Bergamo (anch'essa a suo tempo coinvolta nella produzione del citato film di Da Campo) ed insieme finiscono col realizzare L'iniziazione.